# Ruellia chartacea
Ruellia chartacea är en akantusväxtart som först beskrevs av T. Anders., och fick sitt nu gällande namn av D.C. Wasshausen. Ruellia chartacea ingår i släktet Ruellia och familjen akantusväxter. Inga underarter finns listade i Catalogue of Life.

## Bildgalleri

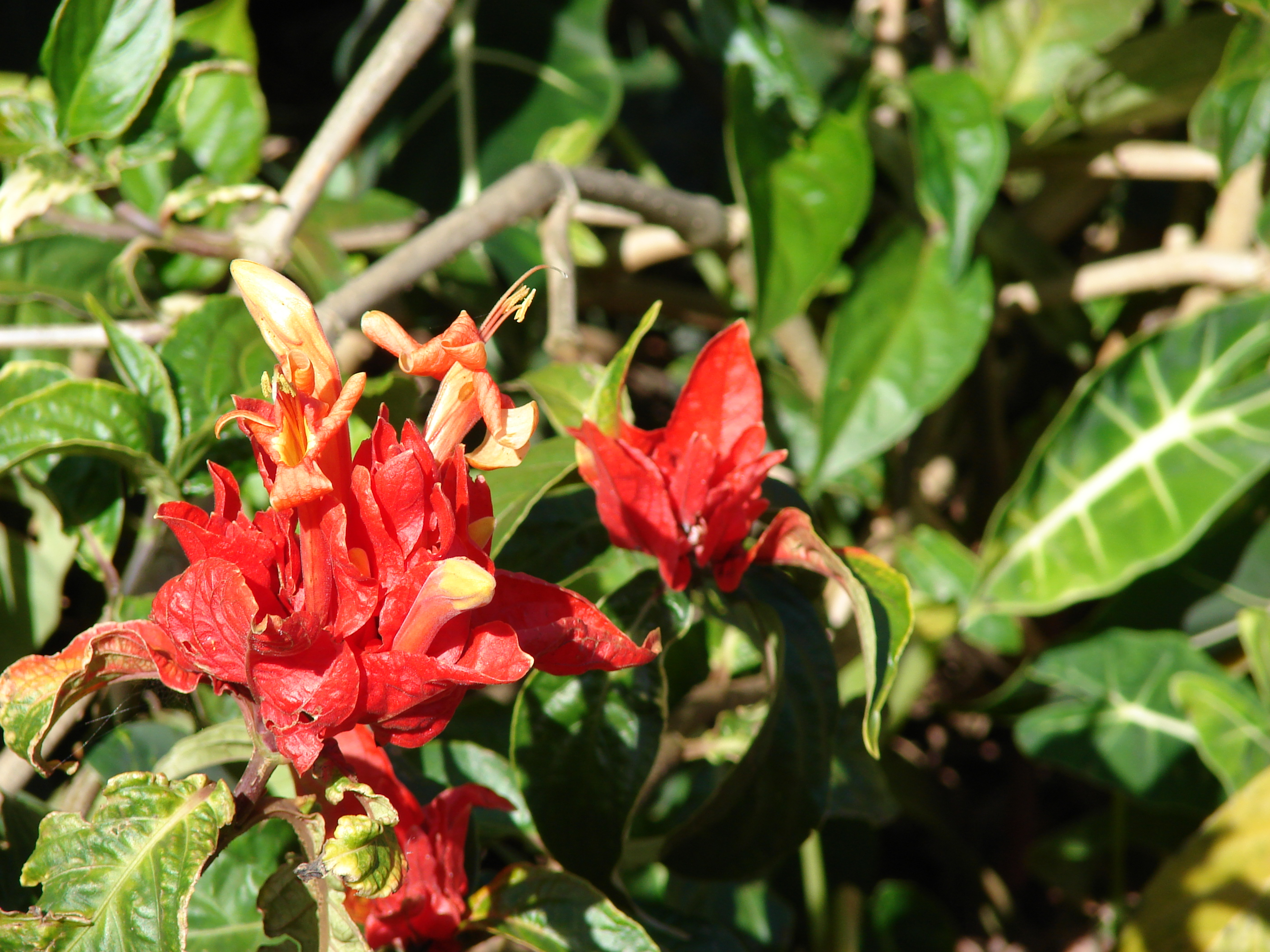
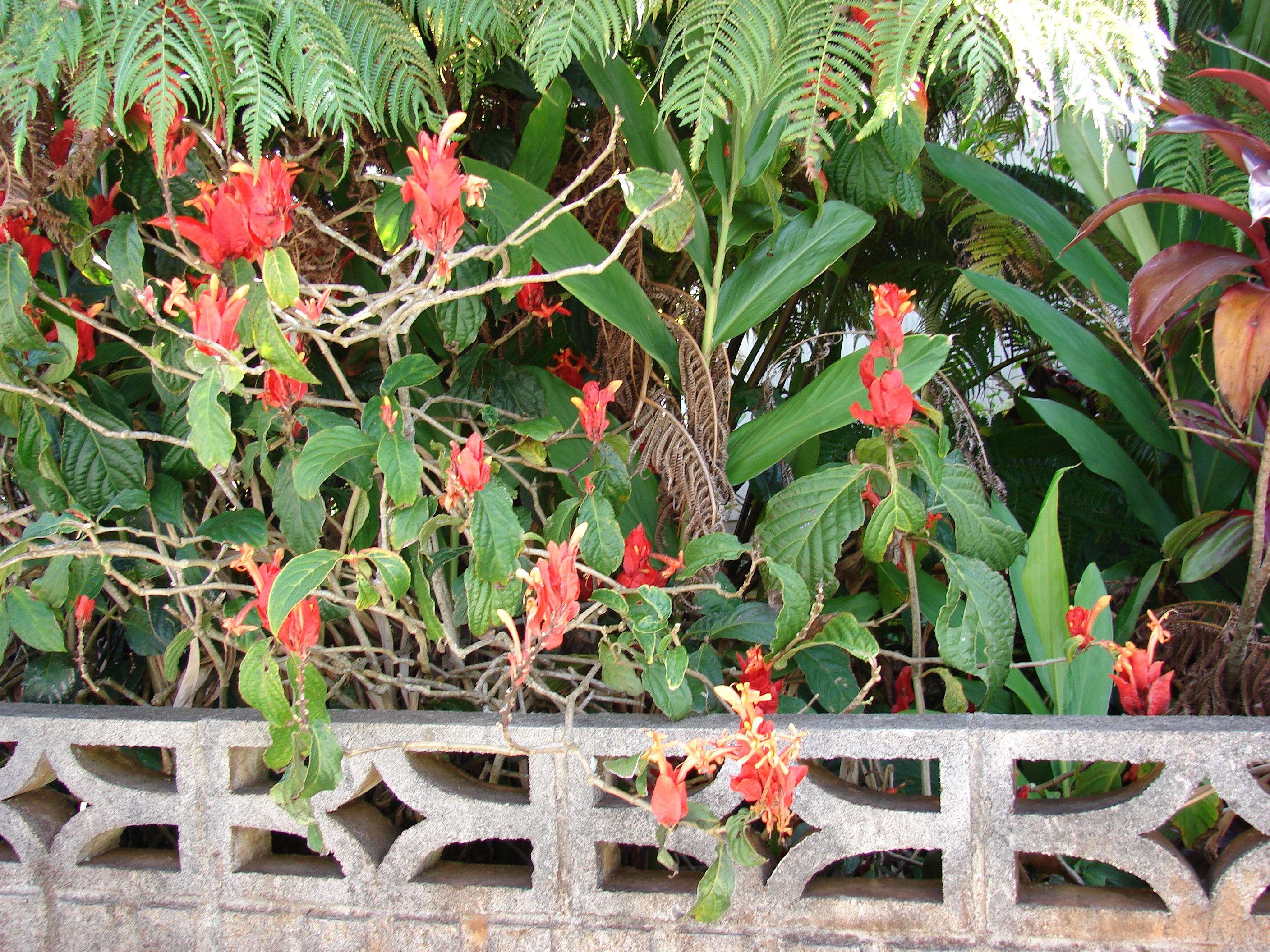
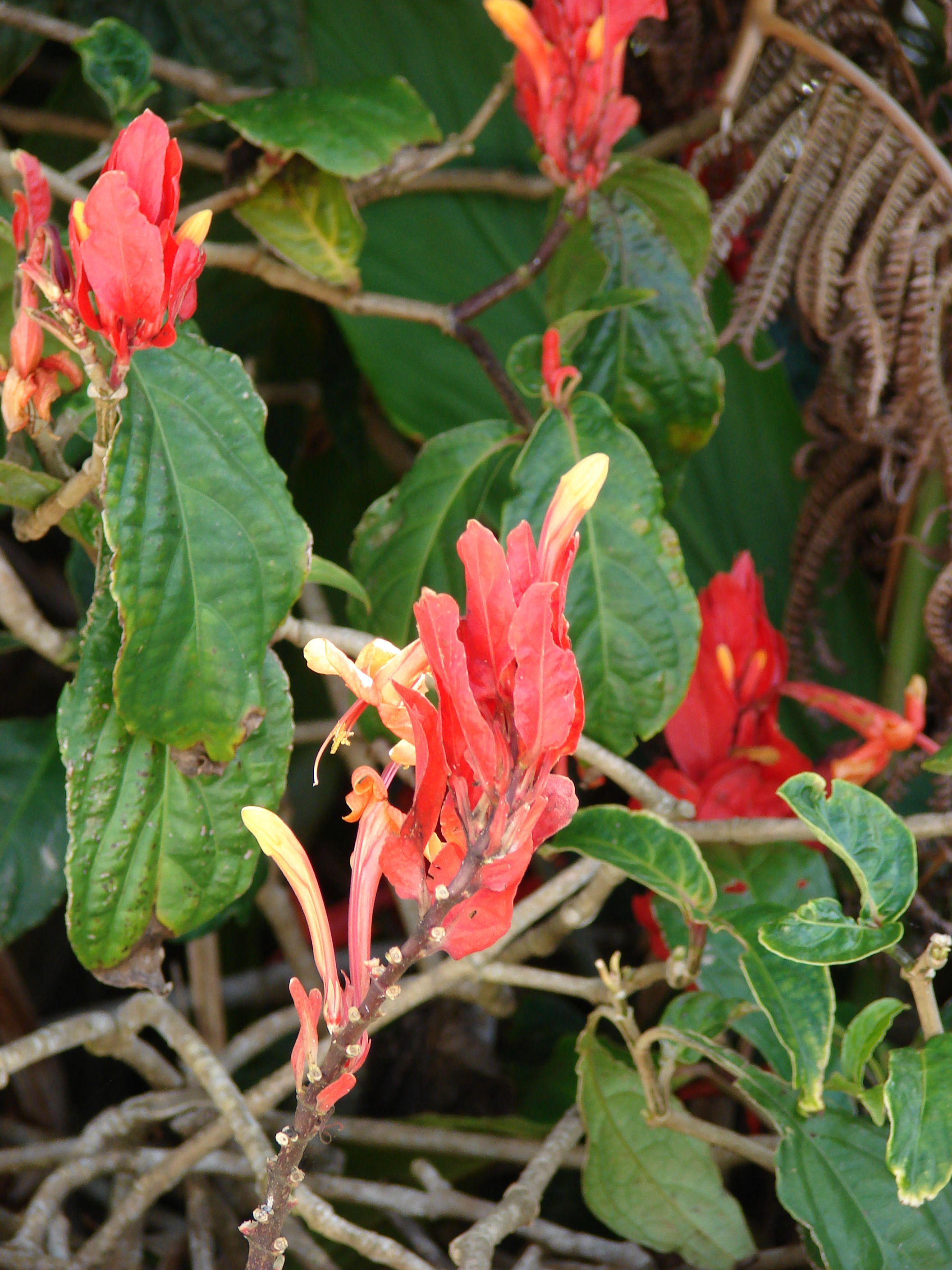
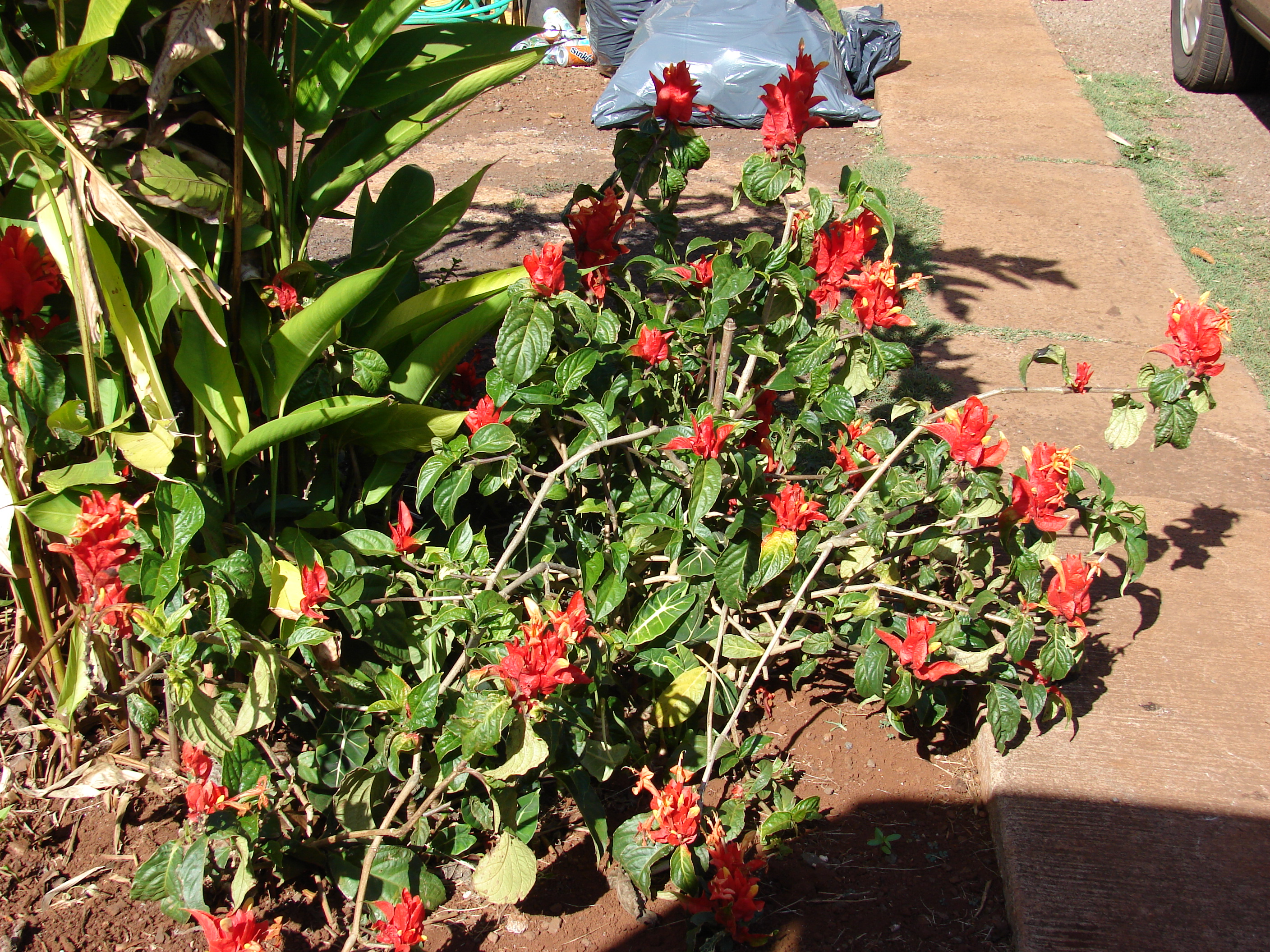
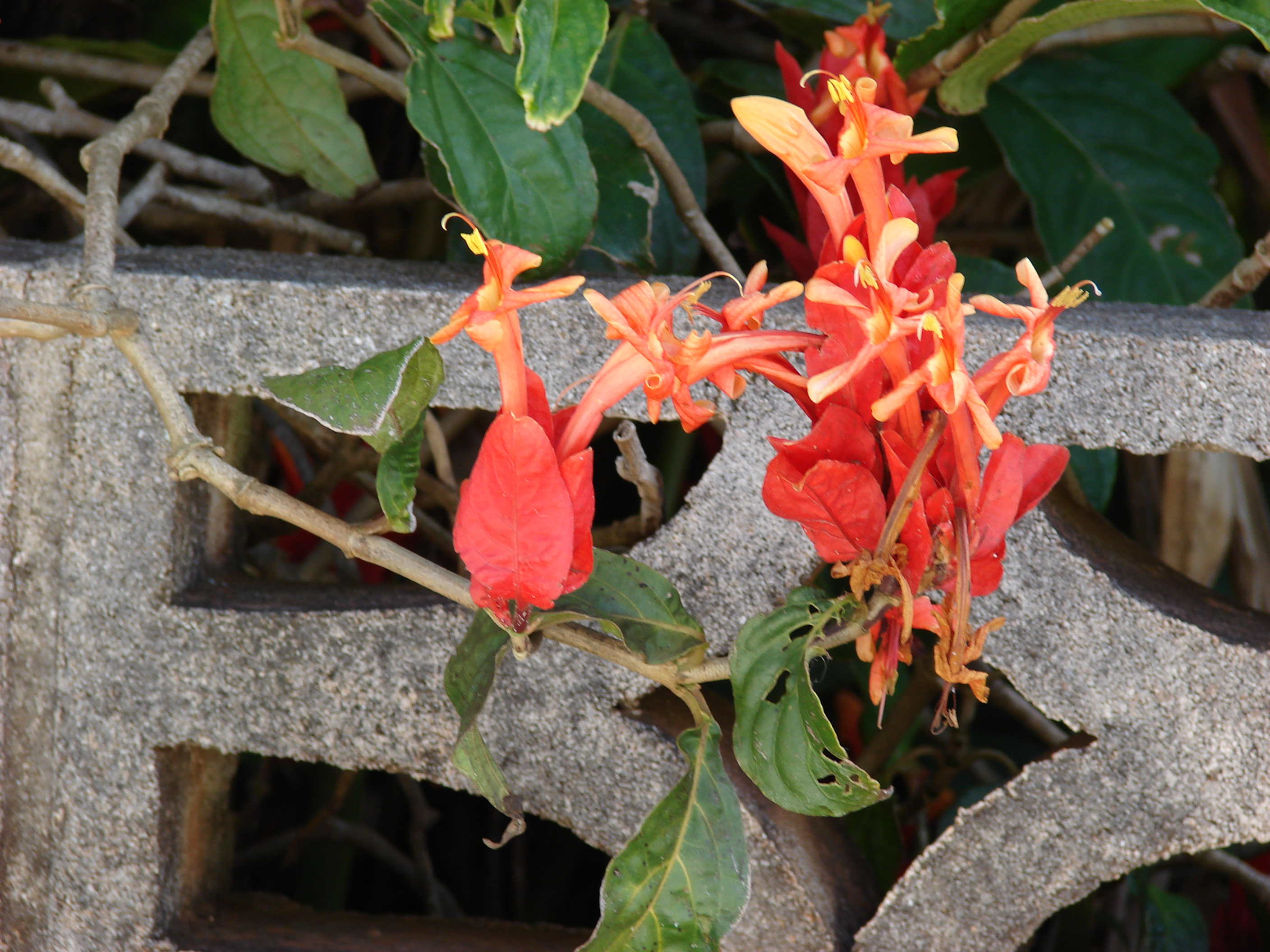
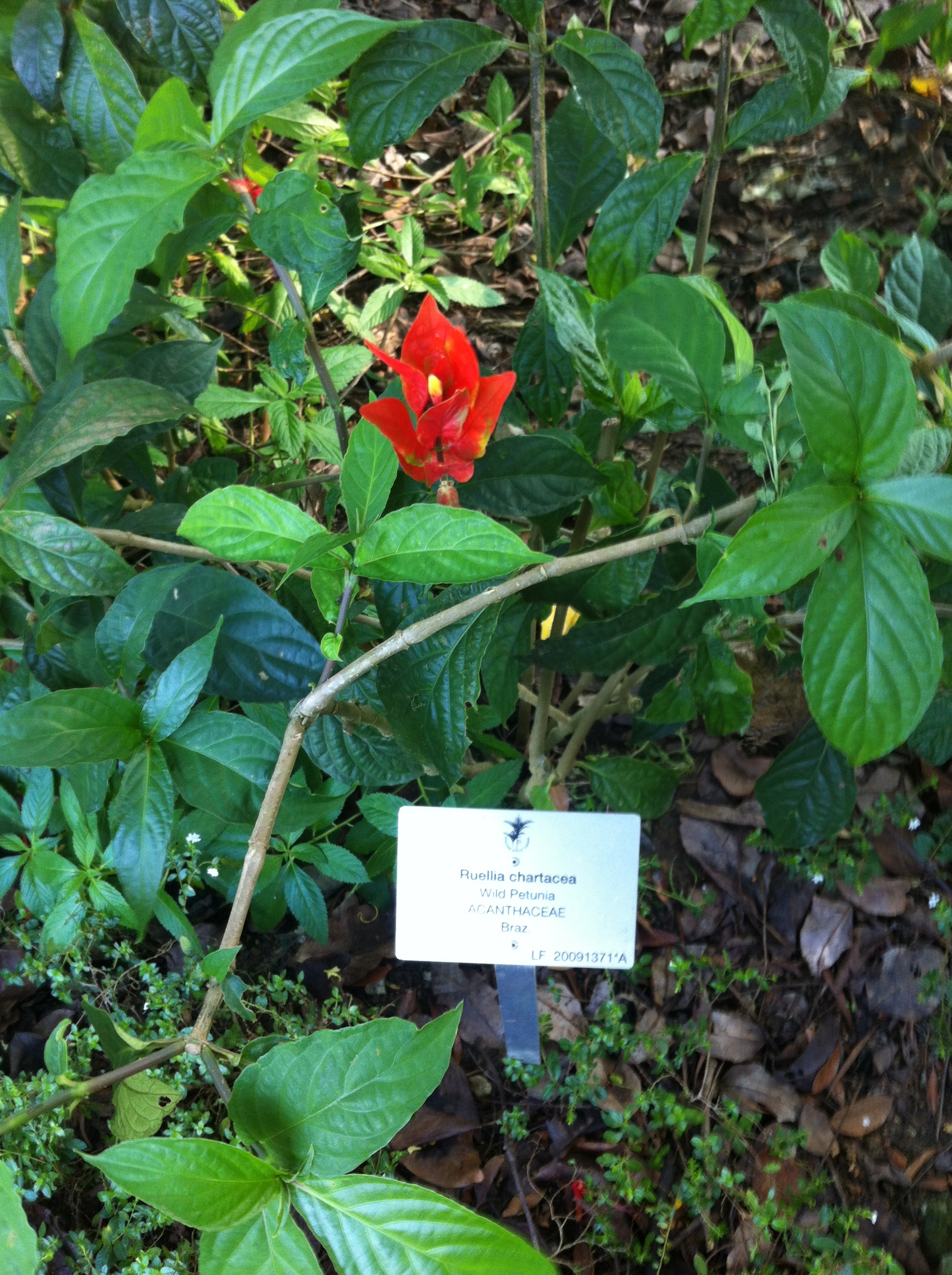